# Kane Rocks
Die Kane Rocks sind eine 5 km lange Felsformation in der antarktischen Ross Dependency. In der Dominion Range ragen sie in ost-westlicher Ausrichtung zwischen den oberen Abschnitten des Koski- und des Vandament-Gletschers auf.
Das Advisory Committee on Antarctic Names benannte sie 1966 nach Henry Scott Kane, Strahlenforscher des United States Antarctic Research Program auf der Amundsen-Scott-Südpolstation im antarktischen Winter 1964 und zwischen 1964 und 1965 sowie von 1965 bis 1966 von dort an Erkundungsmärschen durch das Königin-Maud-Land beteiligt.